# Sergei Michailowitsch Kolesnikow

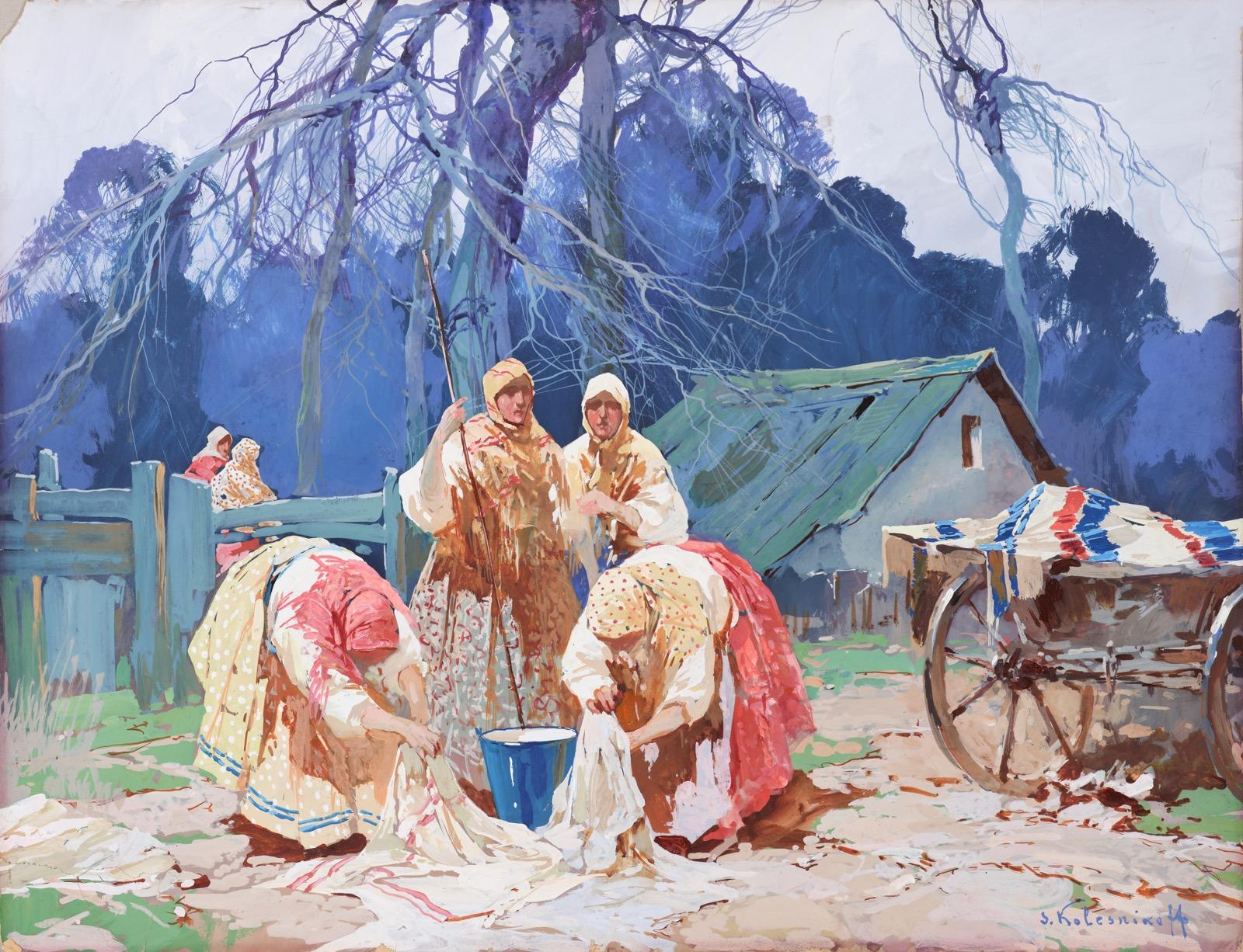
Frauen bei der Wäsche; Gouache auf Papier

Sergei Michailowitsch Kolesnikow (russisch Сергей Михайлович Колесников, wiss. Transliteration Sergej Michajlovič Kolesnikov, auch Kolesnikoff; * 25. Januar 1889 in Kalgan; † 10. September 1952 in Dresden) war ein in Deutschland lebender russischer Maler, Zeichner und Grafiker.

## Leben und Werk
Kolesnikow war der Sohn eines Beamten des russischen Konsulats in Kalgan. Die Familie zog 1896 mit einer Kamelkarawane zurück nach Russland, wo Kolesnikow in Kjachta an der sibirisch-mongolischen Grenze aufwuchs und die Schule absolvierte. Von 1908 bis 1913 studierte er in St. Petersburg an der Forsthochschule, wobei er auch Exkursionen durch Russland unternahm. Daneben studierte er von 1910 bis 1913 in St. Petersburg Malerei in der von Léon Bakst geleiteten Kunstschule von Jelisaweta Swanzewa. Seine Lehrer waren Kusma Sergejewitsch Petrow-Wodkin und Mstislaw Walerianowitsch Dobuschinski. Sein Mitschüler Wadim Falilejew (1879–1950) regte Kolesnikow an, sich der Grafik zu widmen.
Kolesnikow wurde Mitglied der Künstlergruppe Mir Iskusstwa. 1913/14 nahm er an zwei wissenschaftlich-geodätischen Expeditionen in die Mongolei teil, die ihn zu einer Anzahl von Bildern anregte. Er wurde bekannt als „Maler der Mongolei“. 1916 hatte er seine erste Ausstellung bei Mir Iskusstwa.
Von 1916 bis 1918 nahm er als Flieger und dann als Artillerist der Kaiserlich-Russischen Armee am Ersten Weltkrieg teil.
Nach der Oktoberrevolution engagierte er sich in der kulturrevolutionären Bewegung Proletkult, deren Moskauer Kunstabteilung er von 1918 bis 1921 leitete und in deren Werkstätten für Staffelmalerei er bis zur Schließung 1922 arbeitete. Danach arbeitete er in Moskau als freischaffender Künstler, und ab 1925 lebte er im Auftrag der Allunions-Gesellschaft für kulturelle Beziehungen mit dem Ausland (WOKS) zum Studium westeuropäischer Kunst mit seiner Frau Magdalena Kolesnikowa in Berlin. 1922 beteiligte er sich in der Berliner Galerie van Diemen an der bedeutenden Ersten Russischen Kunstausstellung. 1926 hatte er in der altberühmten Kunsthandlung Amsler & Ruthardt in Berlin eine Einzelausstellung. Weitere Ausstellungen gab es u. a. in Königsberg, Leipzig, Köln, Den Haag, London und Oxford. 1926 reiste er nach London und 1927 nach Paris.
Er entschloss sich dann, in Berlin zu bleiben und arbeitete dort von 1929 bis zur Zerstörung seiner Wohnung bei den Luftangriffen der Alliierten 1943 als freischaffender Künstler. 1927 und 1930 unternahm er Reisen nach Paris. 1936 versteigerte das Berliner Auktionshaus Hollstein & Puppel mehrere Arbeiten Kolesnikows.
1943 verzeichnete das Berliner Adressbuch ihn als Kunstmaler Serge Kolesnikoff in der Konstanzer Straße 53. Nachdem er dort 1943 ausgebombt war, zog er nach Weixdorf.
Auch nach dem Ende des NS-Staats arbeitete er dort als freischaffender Künstler. Nachdem seine 22-jährige Tochter 1950 verstorben war, fiel er in eine Schaffenskrise.
1951 wurde er in den Verband Bildender Künstler aufgenommen.
Arbeiten Kolesnikows sind im Kunsthandel präsent. Auch Sotheby’s bot ihn wiederholt an.

## Museen und öffentliche Sammlungen mit Werken Kolesnikows (unvollständig)
- Altenburg/Thür.: Lindenau-Museum
- Berlin: Neue Nationalgalerie[2]
- Dresden: Galerie Neue Meister[3]
- New York: Metropolitan Museum of Art[4]

## Weitere Werke (Auswahl)

### Tafelbilder
- Vor dem Tor (Öl auf Leinwand, 42 × 77 cm)[5]
- Zwei Wäscherinnen (Öl, 17 × 21 cm; 1987 bei Sotheby’s)

### Druckgrafik
- Mongolei (1922; Folge von 10 Linolschnitten)

- Ritt in die Steppe (1926, Linolschnitt, handkoloriert, 19,5 × 22,1 cm)[6]
- Ballett (1923; Folge von 10 Linolschnitten)
- Winter (Farbholzschnitt; 1952 auf der Mittelsächsischen Kunstausstellung)
- Karawane in der Gobi-Wüste (Farbholzschnitt, 23 × 49,5 cm)[7]
- Stehende Tänzerin (vor 1923, Linolschnitt; 119 × 106 mm)[8]

## Weitere Ausstellungen (unvollständig)

### Einzelausstellungen
- 1927: Leipzig, Galerie Remmler
- 1927: Königsberg, Kunstsalon Riesemann und Lintaler
- postum 1959: Dresden, Galerie Johannes Kühl

### Gruppenausstellungen
- 1926: Dresden („Internationale Kunstausstellung“)
- 1928: Berlin, Landesausstellungsgebäude am Lehrter Bahnhof („Juryfreie Kunstschau“)[9]
- 1930: Berlin, Berliner Secession („Sowjetmaler“)
- 1952: Chemnitz, Schlossbergmuseum (Mittelsächsische Kunstausstellung)

#### Postum
- 1960: Nürnberg, Fränkische Galerie („Kunstwerke aus Nürnberger Privatbesitz. Um 1850 bis um 1950“)
- 1964: Dresden, Kupferstichkabinett („150 Jahre russische Graphik 1813–1963“)